# Belaye
Pour les articles homonymes, voir Bélaye.
Belaye est un village du Sénégal situé en Basse-Casamance. Il fait partie de la communauté rurale de Djinaky, dans l'arrondissement de Kataba 1, le département de Bignona et la région de Ziguinchor.
Lors du dernier recensement (2002), le village comptait 745 habitants et 104 ménages.